# Volkswagen Group MSB (платформа)
Платформа Volkswagen Group MSB (Modularer Standardantriebs baukasten, модульна стандартна матриця трансмісії) — це стратегія компанії щодо спільного модульного дизайну поздовжнього розташування двигуна з переднім приводом і заднім приводом (додатково — схема приводу, передній двигун, чотири колеса) автомобілів. Була розроблена Porsche для автомобілів з поздовжнім розташуванням двигунів і коробок передач та повним або заднім приводом. Використовується з 2016 року та була представлений у другому поколінні Porsche Panamera.

## Моделі на базі MSB
Архітектура MSB замінює платформу D1 і платформу, яка використовувалася в першому поколінні 970 Porsche Panamera (G1).

### Моделі
- Porsche Panamera (G2) (971, 2017–дотепер)
- Bentley Continental GT третього покоління (Тип 3S, 2018–дотепер)
- Bentley Flying Spur третього покоління (Тип 3S, 2019–дотепер)

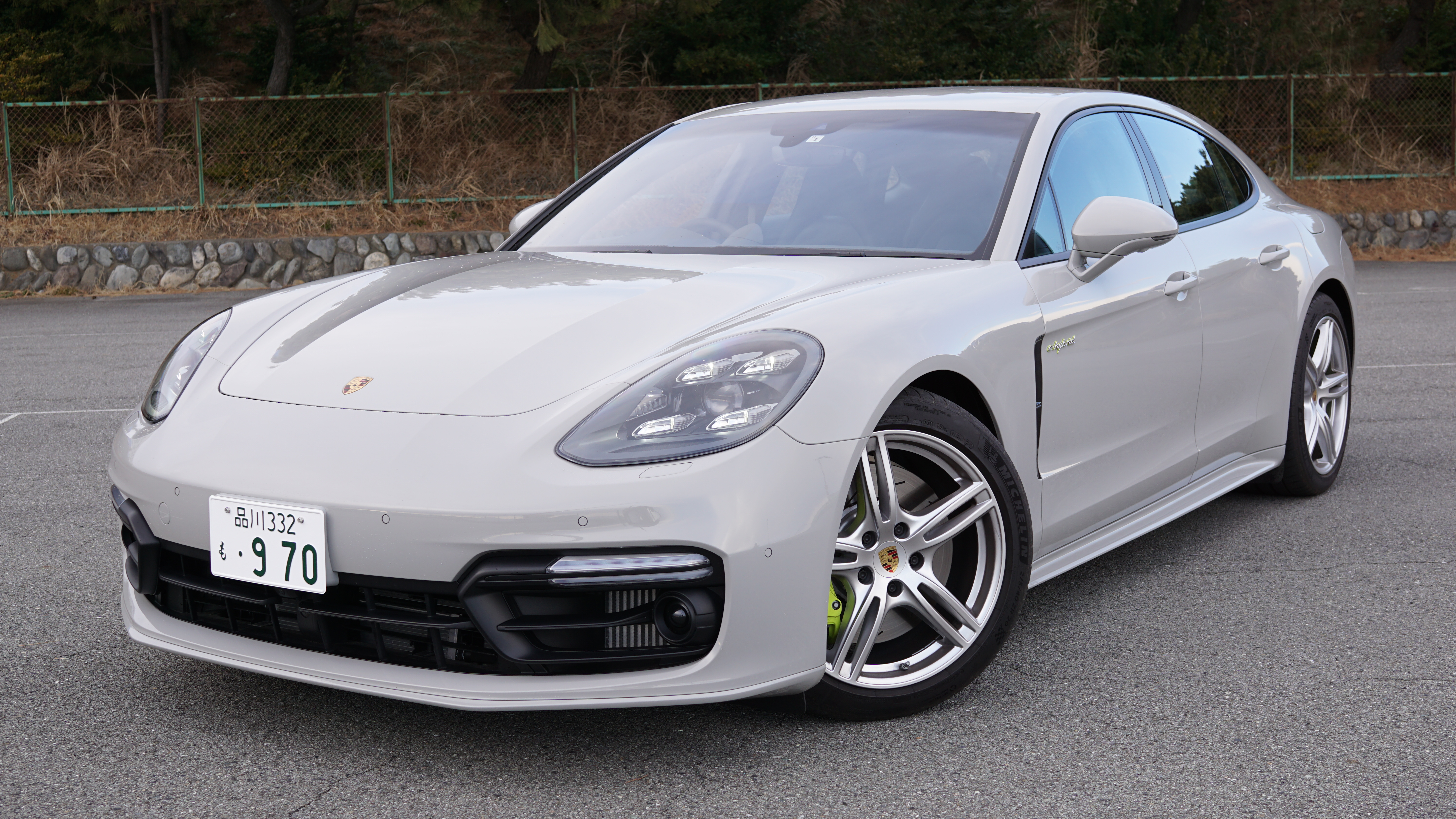
Porsche Panamera 971
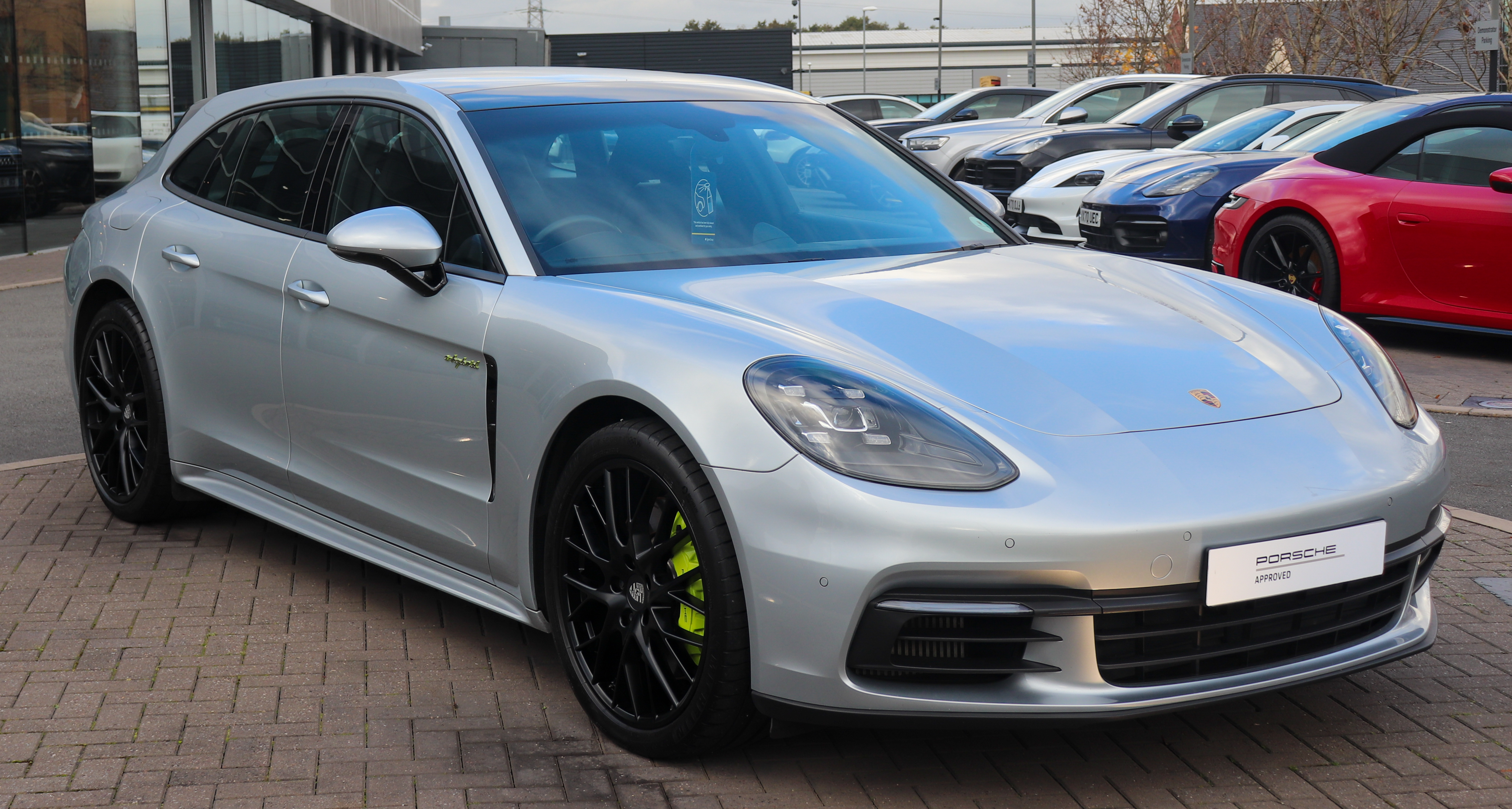
Porsche Panamera Sport Turismo 971
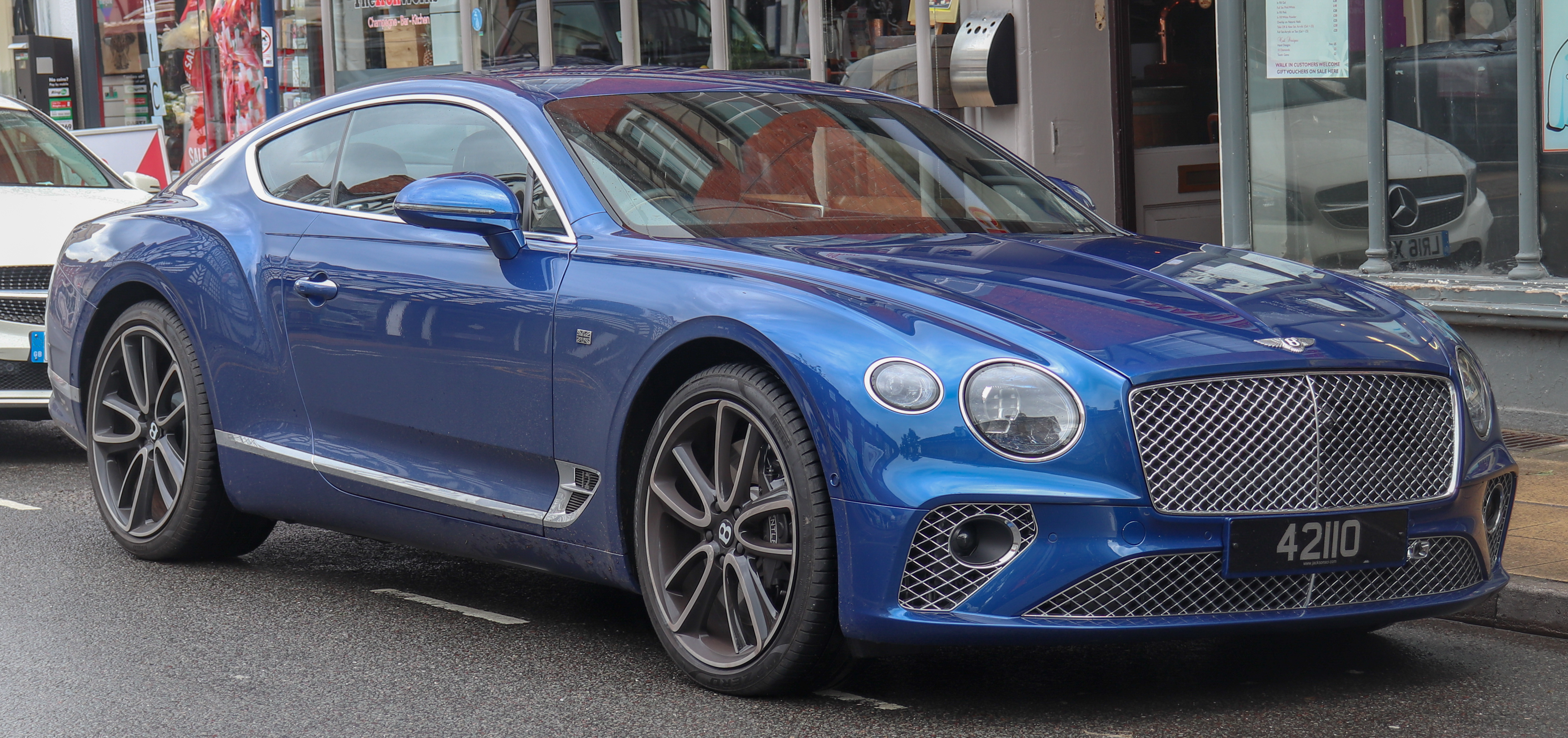
Bentley Continental GT 3-е покоління
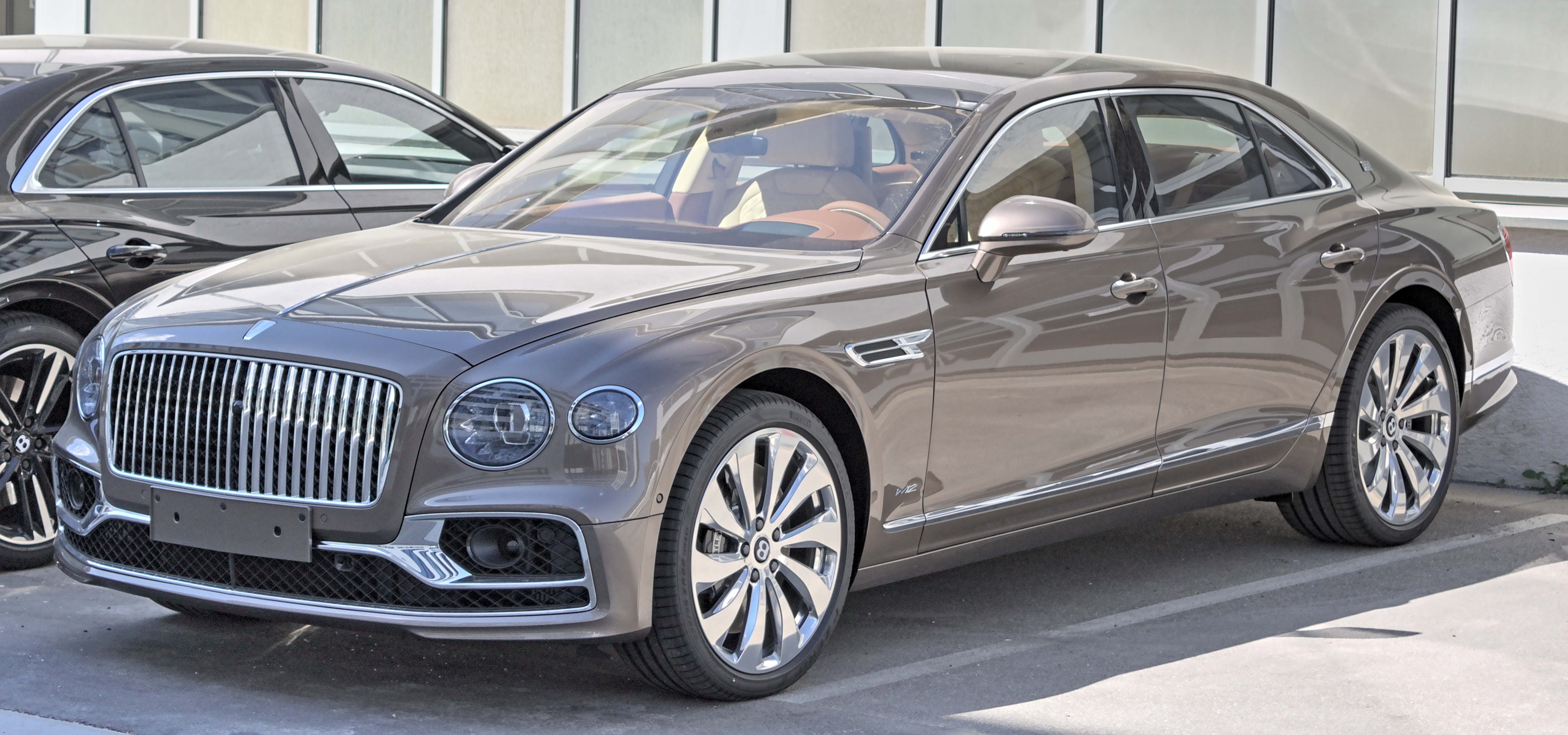
Bentley Flying Spur 3-е покоління

## Моделі на платформі J1
- Porsche Taycan (J1 Performance; 2019–дотепер)
- Audi e-tron GT (J1 Performance; 2020–дотепер)

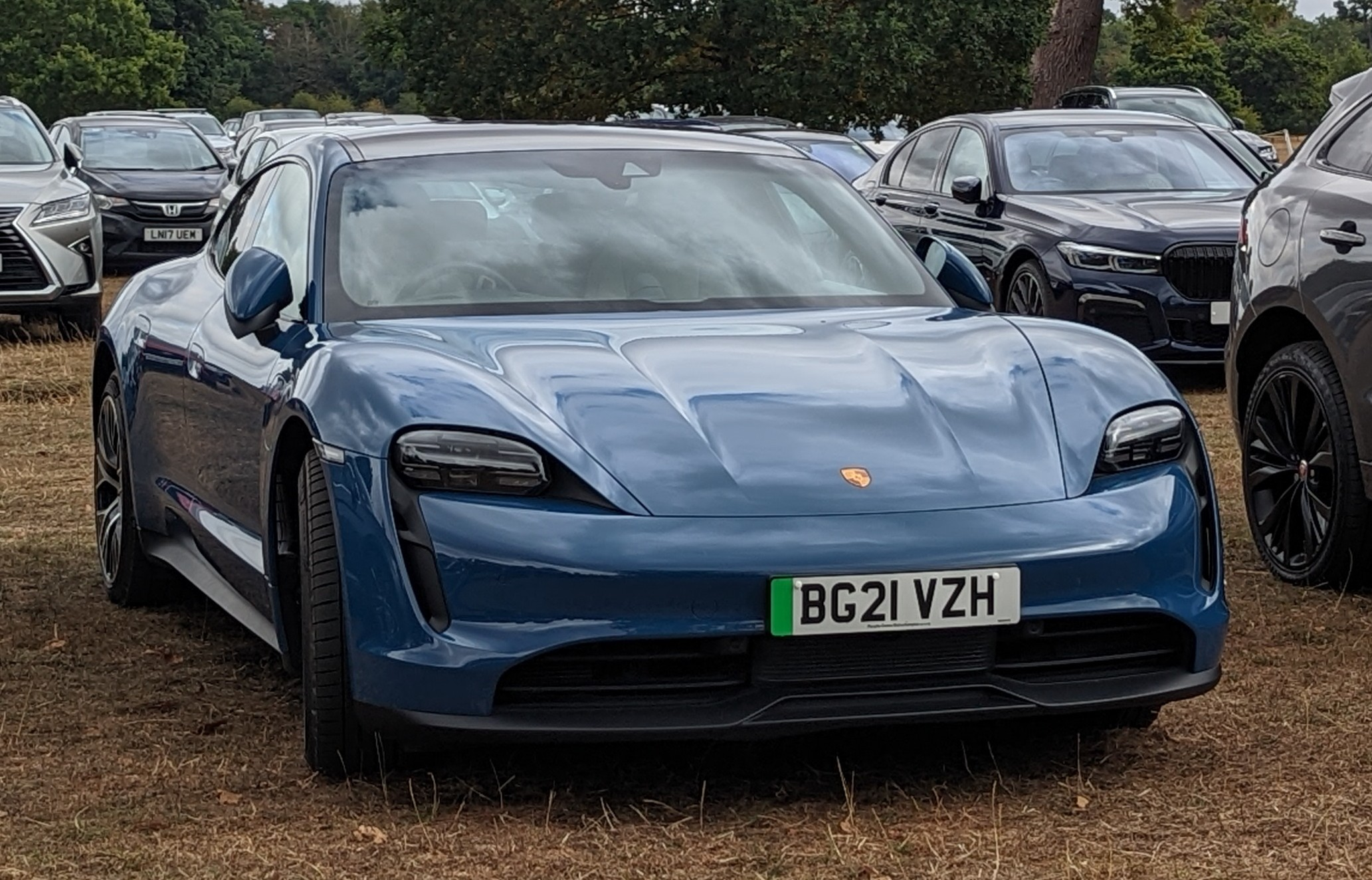
Porsche Taycan
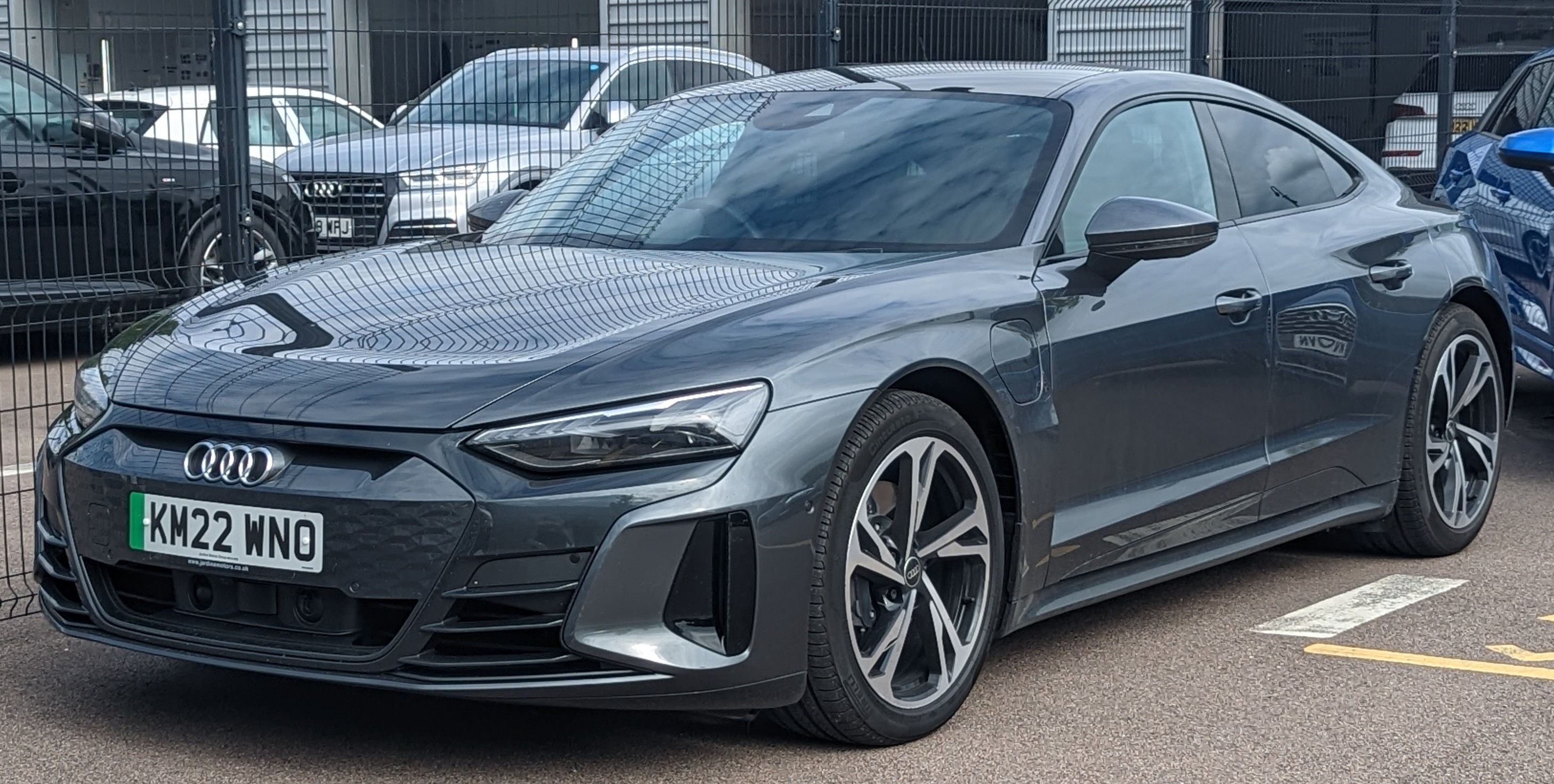
Audi e-tron GT

## Дивись також
- Платформа Volkswagen Group MQB
- Платформа Volkswagen Group MLB
- Платформа Volkswagen Group MEB
- Платформа Volkswagen Group New Small Family